# Jean-Pierre Leguay

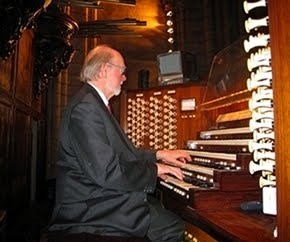
Jean-Pierre en la catedral de Notre-Dame de París

Jean-Pierre Leguay es un organista y compositor francés. 

## Biografía
Desde 1985, Jean-Pierre Leguay es el organista titular del gran órgano de la Catedral Notre-Dame de París, después de haber ocupado el puesto equivalente en la iglesia Notre-Dame-des-Champs de París de 1961 à 1984.
Estudió con André Marchal, Gaston Litaize y, ya en el Conservatorio Nacional Superior de Música de París, con Simone Ple-Caussade (armonía), Rolande Falcinelli (órgano) y Olivier Messiaen (composición).
Ha obtenido numerosos premios de órgano, de improvisación (al órgano y al piano) así como de composición (Conservatorio Nacional Superior de Música de París, concursos internacionales de Lyon, Nice, Haarlem, Erding...)
De 1968 a 1989 fue profesor de órgano e improvisación individual y colectiva en el Conservatorio Nacional de Región de Limoges (así como de historia de la música hasta 1986) y posteriormente ocupó este mismo puesto en el Conservatorio Nacional de Región de Dijon de 1989 a 2003. Dio también clases de improvisación individual y colectiva en el Centro de Acción Litúrgica y Musical (1985-1988) y en el Conservatorio Erik Satie, ambos en París.
Jean-Pierre Leguay es un organista-concertista, un compositor y un improvisador (al órgano, al piano y en grupo) reconocido internacionalmente, que prosigue su triple carrera mucho más allá de las fronteras francesas (Europa, Estados Unidos, Canadá, Asia). Es invitado muy a menudo a programas de radio, academias, universidades y conservatorios tanto en Francia como en el resto del mundo.
Hasta la fecha, Jean-Pierre Leguay ha escrito más de setenta obras para distintas formaciones instrumentales y vocales (Etoilé, clave y cinco instrumentos – Sève, saxofón alto y piano – Trío y Cuarteto de cuerda – Souffle, 14 instrumentos – Azur, piano – Aube, órgano y orquesta de cámara– Cendres d’ailes, tenor y piano-…). Sus obras han sido en su mayoría publicadas por Billaudot, H. Lemoine, Symétrie y Universal (Wien). Ha recibido varios encargos del Ministerio francés de Cultura, de Radio-France, del Conservatorio Nacional Superior de Música de París, del Concurso Internacional de Chartres, del Concurso Internacional de Música Sagrada de Notre-Dame de París, del Scottish Arts Council de Edimburgo, del Festival de León (España), del Festival de La Massana (Andorra)…
Sus numerosos discos abarcan el repertorio musical de los siglos 17 al 21. De ellos, varios están dedicados a sus propias composiciones (órgano y música de cámara principalmente), así como a sus improvisaciones.
Además, ha participado ampliamente, como improvisador, en la música de la película “Les Mystères des Cathédrales” realizada por Jean-François Delassus para la cadena de televisión ARTE y las Ediciones Montparnasse. Su CD con la “Misa Deo Gratias” y las “Sonatas II y III” para órgano fue recompensado con la más alta distinción de la revista “Le Monde de la Musique”. Uno de sus discos con improvisaciones realizadas en Notre-Dame acaba asimismo de recibir el Premio de la Crítica en Alemania Preis der deutschen Schallplattenkritik. 

## Obra
- 2023 - A deux pour Vibraphone et piano (14'30 min)
- 2022 - Le matin sûrement va venir (Version 2), pour Ondes Martenot, piano, percussions (1 exécutant, 22 min)
- 2022 - Momenti, pour piano (14 min)
- 2020 - Le matin sûrement va venir (Version I), pour saxophone alto, piano, percussions (23 min)
- 2020 - Envol pour piano (11 min)
- 2019 - Allegramente pour clarinette et orgue (17 min)
- 2019 - Mouvement 60 pour soprano ou ténor et piano -(6 min)
- 2018 - Ramure pour chœur et orgue (7 min)
- 2018 - Sonate V pour orgue - 23 (min)
- 2017 - Chant pour Inès pour piano (3’30 min)
- 2017 - Jubilus pour flûte et petite flûte, hautbois et cor anglais, clarinette en sib et clarinette basse en sib, violon, piano, percussions (13 min)
- 2016 - Capite Silentium pour hautbois solo et chœur mixte (15'30 min)
- 2015-2016 - Missa Laudamus Te pour chœur et orgue (21'30 min)
- 2014-2016 - Sonate IV pour orgue (23 min)
- 2015 - Chant pour Gabriel pour piano (5 min)
- 2012-2014 - Sonnantes pour piano à quatre mains (15 min)
- 2014 - Rivages pour orgue (11 min)
- 2013 - Du fond de l'abîme (Motet de Carême) - chœur à deux voix égales (enfants ou femmes) et orgue (3 min)
- 2013 - Chemin faisant pour orgue (11 min)
- 2012 - Et il chante l'aurore, pour orgue (10 min)
- 2010-2011 - Allume l'aube dans la source, pour piano (26 min)
- 2010 - Brève II,  pour orgue (5:40 min)
- 2009-2010 - Cendre d'ailes, pour voix de ténor et piano sur des poèmes d'Henri Michaux (27 min)
- 2008 - Et puis, et puis encore ?, pour orgue (24 min)
- 2006 - Cinq reflets, pour orgue (15 min)
- 2005-2006 - Sonate III, pour orgue (23:30 min)
- 2004 - Péan IV, pour orgue (12 min)
- 2003-2004 - Sept pièces brèves, pour flûte et orgue (14:50 min)
- 2001 - Alleluia, pour ténor avec ou sans orgue (4:30 min)
- 2000-2001 - Pater Noster, pour ténor avec ou sans orgue (5 min)
- 2000 - Brève, pour orgue (3:30 min)
- 1999-2000 - Missa Deo Gratias, pour soprano solo, chœur mixte, un ou deux orgues, cuivres et percussion (6:30 min)
- 1999 - Secundum Matthaeum, pour ténor et orgue (20 min)
- 1998 - Trois esquisses, pour flûte avec ou sans piano (5:30 min)
- 1996-97 - Psaume XXI, pour sextuor vocal a capela (21 min)
- 1995 - Animato, pour orgue (3:45 min)
- 1995 - Horizon, pour orgue (12 min)
- 1992-1993 - Spicilège, pour orgue (35 min)
- 1990-1991 - Azur, pour piano (23 min)
- 1990 - Capriccio, pour orgue (10 min)
- 1989-1995 - Quatuor, pour quatuor à cordes (20 min)
- 1989-1990 - Chant, pour choeur de femmes et percussion (17 min)
- 1988 - Madrigal IX, pour orgue (10 min)
- 1987 - Granit (Version II), pour 2 trompettes, 2 trombones et orgue (16 min)
- 1986 - Prélude I, pour guitare (2:40 min)
- 1986 - Chant d'airain, pour trombone ténor (11 min)
- 1986-1989 - Madrigal VIII, pour percussions (20 min)
- 1986 - Vigiles, pour choeur, orgue, trombone, percussions (70 min)
- 1986 - Aube, pour orgue positif et orchestre de chambre (18 min)
- 1985-1986 - Cinq pièces pour alto, contrebasse, percussions (13 min)
- 1985 - Madrigal VII, pour orgue (8:30 min)
- 1985 - Madrigal VI, pour 4 saxophones (10 min)
- 1984 - Souffle, pour 14 instrumentistes (22 min)
- 1983-1984 - Scabbs, pour saxophone alto et contrebasse ou saxophone baryton (5:30 min)
- 1983 - Madrigal V, pour orgue (11:30 min)
- 1982-1983 - Sonate II, pour orgue (23 min)
- 1982 - Madrigal IV, pour guitare (10 min)
- 1982 - Prélude XXIII, pour orgue (9:30 min)
- 1982 - Madrigal III, pour clavecin ou orgue positif (12 min)
- 1981 - Etoilé pour clavecin ou orgue positif et 5 instrumentistes (21 min)
- 1980 - Prélude XXII, pour orgue (1 min)
- 1980 - Prélude XXI, pour orgue (6:30 min)
- 1980 - Préludes XX, pour orgue (3:30 min)
- 1979 - Madrigal II, pour orgue (7 min)
- 1979 - Madrigal I, pour 4 trombones (8 min)
- 1978 - Trio pour violon, alto et violoncelle (22 min)
- 1977 - Le matin sûrement va venir, pour Ondes Martenot, piano, percussions (22 min)
- 1976 - Job, pour choeur de femmes et orgue (17 min)
- 1965-1975 - XIX Préludes, pour orgue (46 min)
- 1975 - Granit (Version I), pour 4 trombones et orgue (14 min)
- 1974 - Sève, pour saxophone et piano (14 min)
- 1973-1974 - Sonate I pour orgue (10 min)
- 1973 - Flamme, pour hautbois ou saxophone alto
- 1972 - Angle, pour deux harpes (8 min)
- 1972 - Hexagonal, pour flûte et orgue (12 min)
- 1971-1972 - Péan III, pour orgue (10 min)
- 1970-1971 - Péan II, pour trompette et orgue (11 min)
- 1969-1970 - Aurore pour flûte, hautbois, violoncelle et harpe (12 min)
- 1969 - Gitanjâli pour grand orchestre (10 min)
- 1968-2010 - Péan I pour orgue, 3 trombones, marimba, percussions (19 min)
- 1967 - Sextuor pour flûte, hautbois, clarinette, cor, basson, piano (14 min)
- 1965 - Cinq versets sur Veni Creator pour orgue (5 min)
- 1963-1964 - Au Maître de la Paix pour orgue (15 min)
- 1961 - Prélude, trio de timbres, fugato pour orgue (11 min)
- 1959-1960 - Cinq Esquisses pour piano et orgue (12 min)